# Brantôme, Dordogne
Brantôme är en kommun i departementet Dordogne i regionen Nouvelle-Aquitaine i sydvästra Frankrike. Kommunen ligger i kantonen Brantôme som tillhör arrondissementet Périgueux. År 2016 hade Brantôme 2 238 invånare.

## Befolkningsutveckling
Antalet invånare i kommunen Brantôme
Referens:INSEE